# Alberto II di Weimar-Orlamünde
Alberto II di Weimar-Orlamünde (dopo il 1182 – prima del 22 ottobre del 1245) della stirpe degli Ascanidi fu conte di Orlamünde, di Nordalbingia o Transalbingia, Holstein, Ratzeburg, Dassow, Lauenburg, Stormarn e Wagria.

## Biografia
Alberto era il figlio del conte Sigfrido III di Orlamünde e della principessa danese Sofia, figlia del re Valdemaro I di Danimarca. Con quello era anche un pronipote di Alberto l'Orso.
Dopo che Valdemaro II ebbe completamente conquistato Holstein e Meclemburgo nel 1202 durante la lotta per il trono tra lo Staufer Filippo di Svevia e il Welfen Ottone IV, scacciò il conte Adolfo III di Schauenburg dall'Holstein e probabilmente già nel 1203 lo diede in feudo al cognato Alberto, sebbene avesse riconosciuto Ottone IV come re e il conte Sigfrido di Orlamünde fosse dalla parte del re Filippo di Svevia, il re che aveva sostenuto. Alberto si stabilì al castello di Lubecca. Oltre a questi feudi, una certa parte dell'eredità della Turingia gli venne tramite suo padre, che morì tre anni dopo, e l'accordo fatto con suo fratello Ermanno, mentre alcuni possedimenti furono amministrati congiuntamente dai fratelli. Ma né questa eredità né i feudi danesi furono tenuti da Alberto incontrastati.
Suo fratello Ermanno tentò di usurpare l'intera eredità con la forza nel 1215, cosa che sarebbe facilmente riuscita se suo fratello non fosse stato rimosso dal langravio Ermanno I di Turingia, la cui figlia Edvige aveva sposato il conte Alberto nel 1211, che sventò l'impresa con una rapida resistenza. Alberto stesso dovette ripetutamente combattere per la Nordalbingia contro i nemici di Valdemaro, che dovevano essere anche i suoi, contro il margravio Alberto II di Brandeburgo, contro il duca Bernardo e, dal 1212, contro suo figlio il duca Alberto I di Sassonia, così come contro l'arcivescovo Valdemaro di Brema, il vescovo Filippo di Ratzeburg e i conti Gunzelino III ed Enrico Borwin II di Meclemburgo. Dal 1214, questi avversari rappresentavano la causa fallimentare dell'imperatore Ottone IV, poiché Valdemaro aveva disertato per Federico II, che gli aveva ceduto i territori conquistati della Germania settentrionale. Questa defezione del re danese dalla parte degli Hohenstaufen fu incoraggiata dagli sforzi del suocero di Alberto, il langravio di Turingia, e del margravio di Meissen, cognato della moglie di quest'ultimo, così che il papa poteva ora aspettarsi un sostegno più forte dagli Hohenstaufen e dal re danese contro Ottone IV.
Le sue numerose donazioni a chiese e monasteri, così come la fondazione dei monasteri di Preetz e Hoibeck, testimoniano quanto il conte si preoccupasse del benessere della Chiesa anche durante questi anni di conflitto. Nel 1217, quando i nemici suoi e di Valdemaro erano più inclini ad una conclusione pacifica che ad una continuazione della battaglia, egli lasciò l'Holstein accompagnato dal conte Bernardo II di Lippe e da un certo numero di coraggiosi seguaci per intraprendere una crociata contro i Livoniani pagani in adempimento del voto che aveva fatto due anni prima. Rimase nel paese pagano solo fino alla primavera del 1218, ma compì così tante azioni in così poco tempo che Enrico di Lettonia poté vantarsi che Dio lo aveva messo nella sua faretra, per così dire, in modo da poterlo mandare in Livonia al momento opportuno per liberare la sua Chiesa dai suoi nemici.
I compiti più pesanti toccarono poi al conte quando il re Valdemaro e suo figlio vennero fatti prigionieri del conte Enrico di Schwerin sull'isola di Lyö nella notte tra il 6 e il 7 maggio 1223. Alberto, se non nella dignità di governatore imperiale, aveva lavorato in modo eccellente con tanta intelligenza quanto energia per la liberazione di suo zio. Sebbene vedesse il suo vantaggio salvaguardato nel trattato concluso tra l'Impero e la Danimarca il 4 luglio 1224,e che aveva evocato, in quanto doveva possedere le terre tedesche che Valdemaro avrebbe ceduto come vassallo dell'Impero, fu tuttavia rapido a risolvere di far dipendere la sorte di suo zio dalla decisione delle armi, quando l'esecuzione di questo trattato, alla riunione dei tedeschi e dei danesi, non si sa per colpa di chi, non portò a nulla. Nella battaglia di Mölln (gennaio 1225) Alberto divenne prigioniero del vincitore, il conte di Schwerin. Rimase tale quando Valdemaro fu liberato il 21 dicembre di quell'anno in seguito al trattato concluso con i suoi avversari, nel quale si impegnava, tra l'altro, a non aiutare il nipote a riconquistare le sue terre. Fu solo nel 1227 dopo la battaglia di Bornhöved, il cui esito disastroso privò Valdemaro dell'ultima prospettiva di rientrare in possesso di ciò che aveva perso e di liberare Alberto, egli comprò la sua libertà rinunciando a Lauenburg. Da allora in poi, probabilmente visse principalmente in Danimarca, limitatamente ai possedimenti che suo zio gli aveva concesso sull'isola di Als.

## Ascendenza
|                                  |               |                      | Genitori                       |  |  | Nonni |  |  | Bisnonni                 |  |  | Trisnonni             |  |
|                                  |               |                      |                                |  |  |       |  |  | Alberto I di Brandeburgo |  |  | Ottone di Ballenstedt |  |
|                                  |               |                      |                                |  |  |       |  |  | Alberto I di Brandeburgo |  |  | Ottone di Ballenstedt |  |
|                                  |               | Eilika di Sassonia   |                                |  |  |       |  |  | Alberto I di Brandeburgo |  |  |                       |  |
| Ermanno I di Weimar-Orlamünde    |               |                      |                                |  |  |       |  |  | Alberto I di Brandeburgo |  |  |                       |  |
|                                  |               | Sofia di Winzenburg  | Ermanno I di Winzenburg        |  |  |       |  |  |                          |  |  |                       |  |
|                                  |               | Sofia di Winzenburg  | Ermanno I di Winzenburg        |  |  |       |  |  |                          |  |  |                       |  |
|                                  |               | Sofia di Winzenburg  | contessa di Everstein          |  |  |       |  |  |                          |  |  |                       |  |
| Sigfrido III di Weimar-Orlamünde |               | Sofia di Winzenburg  |                                |  |  |       |  |  |                          |  |  |                       |  |
|                                  |               | …                    | …                              |  |  |       |  |  |                          |  |  |                       |  |
|                                  |               | …                    | …                              |  |  |       |  |  |                          |  |  |                       |  |
|                                  |               | …                    | …                              |  |  |       |  |  |                          |  |  |                       |  |
| Irmgard                          |               | …                    |                                |  |  |       |  |  |                          |  |  |                       |  |
|                                  |               | …                    | …                              |  |  |       |  |  |                          |  |  |                       |  |
|                                  |               | …                    | …                              |  |  |       |  |  |                          |  |  |                       |  |
|                                  |               | …                    | …                              |  |  |       |  |  |                          |  |  |                       |  |
| Alberto II di Weimar-Orlamünde   |               | …                    |                                |  |  |       |  |  |                          |  |  |                       |  |
|                                  | Canuto Lavard | Eric I di Danimarca  |                                |  |  |       |  |  |                          |  |  |                       |  |
|                                  | Canuto Lavard | Eric I di Danimarca  |                                |  |  |       |  |  |                          |  |  |                       |  |
|                                  | Canuto Lavard | Bodil Thrugotsdatter |                                |  |  |       |  |  |                          |  |  |                       |  |
| Valdemaro I di Danimarca         | Canuto Lavard |                      |                                |  |  |       |  |  |                          |  |  |                       |  |
|                                  |               | Ingeborg di Kiev     | Mstislav I di Kiev             |  |  |       |  |  |                          |  |  |                       |  |
|                                  |               | Ingeborg di Kiev     | Mstislav I di Kiev             |  |  |       |  |  |                          |  |  |                       |  |
|                                  |               | Ingeborg di Kiev     | Cristina Ingesdotter di Svezia |  |  |       |  |  |                          |  |  |                       |  |
| Sofia di Danimarca               |               | Ingeborg di Kiev     |                                |  |  |       |  |  |                          |  |  |                       |  |
|                                  |               | Volodar Glebovich    | Gleb Vseslavich                |  |  |       |  |  |                          |  |  |                       |  |
|                                  |               | Volodar Glebovich    | Gleb Vseslavich                |  |  |       |  |  |                          |  |  |                       |  |
|                                  |               | Volodar Glebovich    | Anastasia di Turov-Pinsk       |  |  |       |  |  |                          |  |  |                       |  |
| Sofia di Minsk                   |               | Volodar Glebovich    |                                |  |  |       |  |  |                          |  |  |                       |  |
|                                  |               | Richeza di Polonia   | Boleslao III di Polonia        |  |  |       |  |  |                          |  |  |                       |  |
|                                  |               | Richeza di Polonia   | Boleslao III di Polonia        |  |  |       |  |  |                          |  |  |                       |  |
|                                  |               | Richeza di Polonia   | Salomea di Berg                |  |  |       |  |  |                          |  |  |                       |  |
|                                  |               | Richeza di Polonia   |                                |  |  |       |  |  |                          |  |  |                       |  |